# Nuoto ai Giochi della XXVII Olimpiade - 200 metri farfalla femminili
Si sono svolte 5 batterie di qualificazione. Le prime 16 atlete si sono qualificate per le semifinali.

## Batterie
18 settembre 2000

### 1ª batteria
| Posizione | Atleta         | Paese     | Tempo   |
| --------- | -------------- | --------- | ------- |
| 1         | Wing Suet Chan | Hong Kong | 2:19.86 |
| 2         | Tinka Dančević | Croazia   | 2:21.02 |
| 3         | Ana Aguilera   | Argentina | 2:21.23 |
| 4         | Hana Majaj     | Giordania | 2:31.78 |

### 2ª batteria
| Posizione | Atleta              | Paese      | Tempo   |
| --------- | ------------------- | ---------- | ------- |
| 1         | Cécile Jeanson      | Francia    | 2:10.78 |
| 2         | Mirjana Bosevska    | Macedonia  | 2:12.59 |
| 3         | Petra Zahrl         | Austria    | 2:12.39 |
| 4         | Zhanna Lozumyrska   | Ucraina    | 2:14.47 |
| 5         | Raquel Felgueiras   | Portogallo | 2:15.19 |
| 6         | Natalia Roubina     | Cipro      | 2:17.01 |
| 7         | Zampia Melachroinou | Grecia     | 2:17.60 |
| 8         | Christel Bouvron    | Singapore  | 2:17.62 |

### 3ª batteria
| Posizione | Atleta                | Paese         | Tempo   |
| --------- | --------------------- | ------------- | ------- |
| 1         | Misty Hyman           | Stati Uniti   | 2:07.87 |
| 2         | Mette Jacobsen        | Danimarca     | 2:09.30 |
| 3         | Yūko Nakanishi        | Giappone      | 2:10.22 |
| 4         | Georgina Lee          | Regno Unito   | 2:11.09 |
| 5         | Elizabeth van Welie   | Nuova Zelanda | 2:11.62 |
| 6         | Jen Button            | Canada        | 2:11.74 |
| 7         | Ekaterina Vinogradova | Russia        | 2:11.94 |
| 8         | Franziska van Almsick | Germania      | 2:15.68 |

### 4ª batteria
| Posizione | Atleta             | Paese         | Tempo   |
| --------- | ------------------ | ------------- | ------- |
| 1         | Petria Thomas      | Australia     | 2:08.70 |
| 1         | Otylia Jędrzejczak | Polonia       | 2:08.70 |
| 3         | Éva Risztov        | Ungheria      | 2:11.32 |
| 4         | Mandy Loots        | Sudafrica     | 2:11.38 |
| 5         | Margaretha Pedder  | Regno Unito   | 2:11.59 |
| 6         | Liu Limin          | Cina          | 2:12.32 |
| 7         | Jessica Deglau     | Canada        | 2:12.86 |
| 8         | Shu-Tzu Hsieh      | Taipei cinese | 2:16.23 |

### 5ª batteria
| Posizione | Atleta          | Paese       | Tempo   |
| --------- | --------------- | ----------- | ------- |
| 1         | Susie O'Neill   | Australia   | 2:07.97 |
| 2         | Maki Mita       | Giappone    | 2:09.85 |
| 3         | Kaitlin Sandeno | Stati Uniti | 2:09.82 |
| 4         | Mireia García   | Spagna      | 2:10.96 |
| 5         | Sophia Skou     | Danimarca   | 2:11.35 |
| 6         | Liu Yin         | Cina        | 2:12.79 |
| 7         | María Peláez    | Spagna      | 2:14.66 |
| 8         | Anna Uryniuk    | Polonia     | 2:14.87 |

## Semifinali
18 settembre 2000

### 1° semifinale
| Posizione | Atleta              | Paese         | Tempo   |
| --------- | ------------------- | ------------- | ------- |
| 1         | Susie O'Neill       | Australia     | 2:07.57 |
| 2         | Petria Thomas       | Australia     | 2:07.63 |
| 3         | Maki Mita           | Giappone      | 2:09.88 |
| 4         | Yūko Nakanishi      | Giappone      | 2:09.89 |
| 5         | Mireia García       | Spagna        | 2:10.24 |
| 6         | Mandy Loots         | Sudafrica     | 2:10.58 |
| 7         | Elizabeth van Welie | Nuova Zelanda | 2:11.68 |
| 8         | Éva Risztov         | Ungheria      | 2:11.83 |

### 2° Semifinale
| Posizione | Atleta             | Paese       | Tempo   |
| --------- | ------------------ | ----------- | ------- |
| 1         | Otylia Jędrzejczak | Polonia     | 2:07.81 |
| 2         | Misty Hyman        | Stati Uniti | 2:07.96 |
| 3         | Mette Jacobsen     | Danimarca   | 2:08.11 |
| 4         | Kaitlin Sandeno    | Stati Uniti | 2:09.40 |
| 5         | Georgina Lee       | Regno Unito | 2:10.33 |
| 6         | Margaretha Pedder  | Regno Unito | 2:10.49 |
| 7         | Cécile Jeanson     | Francia     | 2:10.78 |
| 8         | Sophia Skou        | Danimarca   | 2:11.07 |

## Finale
19 settembre 2000
| Posizione | Atleta             | Paese       | Tempo   |
| --------- | ------------------ | ----------- | ------- |
|           | Misty Hyman        | Stati Uniti | 2:05.88 |
|           | Susie O'Neill      | Australia   | 2:06.58 |
|           | Petria Thomas      | Australia   | 2:07.12 |
| 4         | Mette Jacobsen     | Danimarca   | 2:08.24 |
| 5         | Otylia Jędrzejczak | Polonia     | 2:08.48 |
| 6         | Kaitlin Sandeno    | Stati Uniti | 2:08.81 |
| 7         | Yūko Nakanishi     | Giappone    | 2:09.66 |
| 8         | Maki Mita          | Giappone    | 2:10.72 |